# Ḩājjīyeh
Ḩājjīyeh (persiska: حاجیّیه) är en ort i Iran.   Den ligger i provinsen Khuzestan, i den västra delen av landet, 600 km sydväst om huvudstaden Teheran. Ḩājjīyeh ligger 15 meter över havet och antalet invånare är 884.
Terrängen runt Ḩājjīyeh är mycket platt. Runt Ḩājjīyeh är det ganska glesbefolkat, med 38 invånare per kvadratkilometer. Närmaste större samhälle är Sūsangerd, 6,9 km öster om Ḩājjīyeh. Trakten runt Ḩājjīyeh är ofruktbar med lite eller ingen växtlighet.